# Сиврино Село
Сиврино Село је насељено место у Босни и Херцеговини у општини Витез. Административно припада Федерацији Босне и Херцеговине, односно њеном Средњобосанском кантону. Према попису становништва из 2013. у насељу је било 873 становника, а већинску популацију у насељу чинили су Бошњаци.

## Становништво
По последњем службеном попису становништва из 2013. године у насељу Сиврино Село живело је 873 становника, а село је било етнички хомогено са већинском бошњачком популацијом.
| Националност | 2013. | 1991.        | 1981.        | 1971.        | 1961.        |
| Бошњаци      | —     | 278 (63,18%) | 294 (59,15%) | 225 (77,05%) | 196 (62,03%) |
| Хрвати       | —     | 148 (33,64%) | 181 (36,42%) | 66 (22,60%)  | 114 (36,08%) |
| Срби         | —     | 3 (0,68%)    | 2 (0,40%)    | (%)          | 3 (0,94%)    |
| Југословени  | —     | 4 (0,90%)    | 15 (3,01%)   | 0            | 2 (0,63%)    |
| Црногорци    | —     | 0            | 1 (0,20%)    | 0            | 0            |
| остали       | —     | 7 (1,59%)    | 4 (0,80%)    | 1 (0,34%)    | 1 (0,31%)    |
| Укупно       | 873   | 440          | 497          | 292          | 316          |